# 청이 (가수)
청이(본명: 조은경)은 대한민국의 가수이다.
현재 거주지는 서울특별시이다.

## 경력
- 2017년 충북교육청 홍보대사
- 2023.04.06. 《충청북도교육청》 홍보대사[1][2][3]

## 수상
- 2006년 가침박달가요제 최우수상
- 2006년 CJB 가족음악회 최우수상
- 2002년 황토가요제 대상 수상
- 2001년 MBC가요제 은상 수상

## 데뷔
- 2007년 정규 앨범 "내 마음 차차차"

## 음반
- 2021년 청이의 명품발라드
- 2018년 청주찬가 / 에루화 둥둥
- 2014년 산막이 옛길
- 2013년 주인공
- 2010년 천년을 기다린 사랑
- 2007년 내 마음 차차차